# MDPI
MDPI (skrót od ang. Multidisciplinary Digital Publishing Institute – Multidyscyplinarny Instytut Wydawnictw Cyfrowych) – wydawca czasopism naukowych o otwartym dostępie. Początkowo założony przez Shu-Kun Lina jako archiwum próbek chemicznych, obecnie publikuje ponad 200 czasopism o szerokim zasięgu. MDPI jest największym na świecie wydawcą publikującym w otwartym dostępie i piątym co do wielkości wydawcą pod względem liczby drukowanych czasopism. Według stanu na luty 2022 MDPI publikuje 386 czasopism naukowych, w tym 84 o ustalonym wskaźniku cytowań spośród 93 uwzględnionych w Science Citation Index.